# Гай Клувій
Гай Клувій (лат. Gaius Cluvius; ? — після 29 до н. е.) — політичний та військовий діяч часів кінця Римської республіки і початку Римської імперії, консул-суфект 29 року до н. е.

## Життєпис
Походив з роду вершників Клувіїв з Кампанії. Про його батьків нічого невідомо. Десь наприкінці 50-х років до н. е. одружився з представницею заможного роду Туріїв. У 49 році до н. е. став прихильником Гая Юлія Цезаря у боротьбі проти Гнея Помпея Великого.
У 46 році до н. е. брав участь у битві при Тапсі, в результаті чого цезаріанці перемогли помпеянців в Африці. Після цього повернувся до Риму, де став помічником міського префекта Луція Мунація Планка.
У 45 році до н. е. на посаді префекта флоту разом з Квінтом Оппієм займався карбуванням монет в Іспанії (в деяких позначено як Кловій), супроводжуючи Гая Цезаря у поході проти Гнея Помпея Магна Молодшого. Після перемоги при Мунді того ж року Гая Клувія призначено пропретором провінції Цізальпійської Галлії. Водночас карбував дупондії на честь іспанського тріумфу Цезаря. Його каденція в Цізальпійській Галлії тривала до 44 року до н. е.
У 43 році до н. е. підтримав тріумвірів Октавіана Августа і Марка Антонія. У 42 році до н. е. Клувій домігся від Октавіана, який перебував тоді в Епірі, едикту про помилування свого свояка, який потрапив до проскрипційних списків.
У середині 29 року до н. е. після Октавіана Августа стає консулом-суфектом разом з Марком Валерієм Мессалою Потітом. Подальша доля невідома.